# Consorci de Promoció Comercial de Catalunya
El Consorci de Promoció Comercial de Catalunya (COPCA) és una entitat pública creada el 1987 per la Generalitat de Catalunya per afavorir les exportacions a través de la formació, informació, assessorament i promoció. Va estar en actiu fins a l'any 2010, quan es fusiona amb el Centre d'Innovació i Desenvolupament Empresarial (CIDEM) per crear l'Agència de Suport a l'Empresa Catalana (ACCIÓ). Aquest nou organisme és l'encarregat d'executar les polítiques d'internacionalització que desenvolupava el COPCA i les d'innovació que desenvolupava el CIDEM.

## Història
El COPCA estava format per la Generalitat de Catalunya, les Cambres de Comerç i Indústria catalanes, les principals associacions sectorials i d'exportadors, així com per entitats relacionades amb el món empresarial, financer i de la formació en l'àmbit del comerç exterior. En total, gairebé 100 eren les entitats membres.
El Consorci volia ser el referent de l'empresa catalana com a centre prestador de serveis de qualitat per afrontar amb èxit el repte de la internacionalització.
El COPCA va arribar a disposar d'una xarxa de 38 oficines pròpies situades a les capitals comercials de 31 països, que tenien un àmbit d'actuació de més de 50 països i que van quedar integrades en la xarxa exterior de l'Agència de Suport a l'Empresa Catalana, que en compta 40 (2019).